# Szécsény
Szécsény is een stad (város) en gemeente in het Hongaarse comitaat Nógrád. Szécsény telt 5.937 inwoners (2015) en is de hoofdplaats van het gelijknamige district.
Szécsény kreeg in 1334 stadsrechten van koning Karel Robert. In de geschiedenis van de stad spelen de franciscanen een belangrijke rol: zij vestigden zich er in dezelfde periode. De huidige barokke kloosterkerk (1696) heeft een gotische sacristie behouden. De kloostergebouwen kwamen in 1734 gereed. Sinds 1989 is het complex weer als klooster in gebruik. 
Szécsény is in de geschiedenis van Hongarije van belang, doordat hier tussen 12 september en 2 oktober 1705 een rijksdag plaatsvond, waarop de anti-Habsburgse prins Ferenc II Rákóczi door de aanwezige edellieden tot hun leider werd gekozen. 
Het voornaamste bouwwerk in Szécsény is het barokke kasteel Forgács, dat de gelijknamige familie hier tussen 1753 en 1763 liet bouwen op de plek waar eerder een middeleeuwse burcht had gestaan. Het kasteel is thans als streekhistorisch museum in gebruik en draagt de naam van de 19de-eeuwse paleontoloog, archeoloog en politicus Ferenc Kubinyi.
Tot Szécsény behoren sinds 1962 resp. 1963 ook Pösténypuszta en Benczúrfalva. Benczúrfalva kreeg in 1927 zijn huidige naam, als eerbetoon aan de schilder Gyula Benczúr, die er in 1920 was overleden. Daarvoor heette het Dolány.

## Zustersteden
Szécsény onderhoudt jumelages met Dolná Strehová, Fiľakovo, Kováčovce en Šahy in Slowakije, Niepołomice en Warta in Polen en Dorolț in Roemenië.
Stad met comitaatsrecht (megyei jogú város): Salgótarján

Steden (város): Balassagyarmat · Bátonyterenye · Pásztó · Rétság · Szécsény

Overige gemeenten (község): Alsópetény · Alsótold · Bánk · Bárna · Becske · Bér · Bercel · Berkenye · Bokor · Borsosberény · Buják · Cered · Csécse · Cserháthaláp · Cserhátsurány · Cserhátszentiván · Csesztve · Csitár · Debercsény · Dejtár · Diósjenő · Dorogháza · Drégelypalánk · Ecseg · Egyházasdengeleg · Egyházasgerge · Endrefalva · Erdőkürt · Erdőtarcsa · Érsekvadkert · Etes · Felsőpetény · Felsőtold · Galgaguta · Garáb · Héhalom · Herencsény · Hollókő · Hont · Horpács · Hugyag · Iliny · Ipolytarnóc · Ipolyvece · Jobbágyi · Kálló · Karancsalja · Karancsberény · Karancskeszi · Karancslapujtő · Karancsság · Kazár · Keszeg · Kétbodony · Kisbágyon · Kisbárkány · Kisecset · Kishartyán · Kozárd · Kutasó · Legénd · Litke · Lucfalva · Ludányhalászi · Magyargéc · Magyarnándor · Márkháza · Mátramindszent · Mátranovák · Mátraszele · Mátraszőlős · Mátraterenye · Mátraverebély · Mihálygerge · Mohora · Nagybárkány · Nagykeresztúr · Nagylóc · Nagyoroszi · Nemti · Nézsa · Nógrád · Nógrádkövesd · Nógrádmarcal · Nógrádmegyer · Nógrádsáp · Nógrádsipek · Nógrádszakál · Nőtincs · Őrhalom · Ősagárd · Palotás · Patak · Patvarc · Piliny · Pusztaberki · Rákóczibánya · Rimóc · Romhány · Ságújfalu · Sámsonháza · Sóshartyán · Szalmatercs · Szanda · Szarvasgede · Szátok · Szécsénke · Szécsényfelfalu · Szendehely · Szente · Szilaspogony · Szirák · Szügy · Szuha · Szurdokpüspöki · Tar · Terény · Tereske · Tolmács · Vanyarc · Varsány · Vizslás · Zabar